# Villa Parque San Lorenzo
Villa Parque San Lorenzo es una localidad del Gran Buenos Aires, Argentina. Pertenece al partido de San Martín. Casi la mitad de su superficie se encuentra comprendida por el San Andrés Golf Club. Hasta 1952 era conocida como Barrio Parque San Andrés.

## Historia
- San Andrés Golf Club

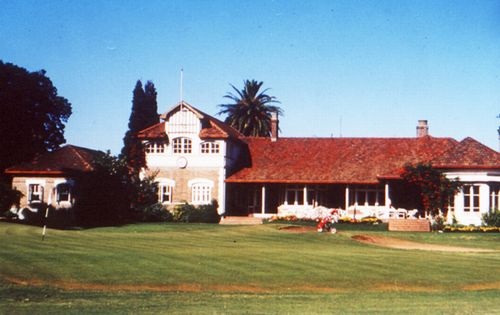
Club House del Golf Club San Andrés (1970).

El San Andrés Golf Club es el decano de los clubes de golf en Argentina, pues si bien con su nombre y ubicación actual existe desde 1907, es en realidad una continuación del primer club de golf establecido en el país en 1892, con el nombre de Buenos Ayres Golf Club. El primer partido de golf organizado en la Argentina tuvo lugar en la plaza principal de la ciudad de San Martín el 13 de mayo de 1892. La fecha de fundación oficial del San Andrés Golf Club es el 31 de marzo de 1907. Fue, entonces, antecesor y miembro fundador de la Asociación Argentina de Golf, fundada en 1926.
El Club lleva el nombre del St. Andrews de Escocia, sede de la más antigua y tradicional entidad rectora del golf mundial: The Royal & Ancient Golf Club of St. Andrew's.
Se bien se encuentra frente a la estación San Andrés, su entrada es por las calles 69 (Ituzaingó) y calle 66 (José C. Paz).

## Geografía

### Población
Contaba con 4,445 habitantes (Indec, 2001), situándose como la 21ª localidad del partido.
Sus espacios verdes públicos son la Plaza Las Heras y la plazoleta San Andrés, frente a las vías del tren.

### Sismicidad
La región responde a la «subfalla del río Paraná», y a la «subfalla del río de la Plata», con sismicidad baja; y su última expresión se produjo el 5 de junio de 1888 (137 años), a las 3.20 UTC-3, con una magnitud aproximadamente de 5,0 en la escala de Richter (terremoto del Río de la Plata de 1888).

### Clima
| Parámetros climáticos promedio de Villa Parque San Lorenzo, BA | Parámetros climáticos promedio de Villa Parque San Lorenzo, BA | Parámetros climáticos promedio de Villa Parque San Lorenzo, BA | Parámetros climáticos promedio de Villa Parque San Lorenzo, BA | Parámetros climáticos promedio de Villa Parque San Lorenzo, BA | Parámetros climáticos promedio de Villa Parque San Lorenzo, BA | Parámetros climáticos promedio de Villa Parque San Lorenzo, BA | Parámetros climáticos promedio de Villa Parque San Lorenzo, BA | Parámetros climáticos promedio de Villa Parque San Lorenzo, BA | Parámetros climáticos promedio de Villa Parque San Lorenzo, BA | Parámetros climáticos promedio de Villa Parque San Lorenzo, BA | Parámetros climáticos promedio de Villa Parque San Lorenzo, BA | Parámetros climáticos promedio de Villa Parque San Lorenzo, BA | Parámetros climáticos promedio de Villa Parque San Lorenzo, BA |
| Mes                                                            | Ene.                                                           | Feb.                                                           | Mar.                                                           | Abr.                                                           | May.                                                           | Jun.                                                           | Jul.                                                           | Ago.                                                           | Sep.                                                           | Oct.                                                           | Nov.                                                           | Dic.                                                           | Anual                                                          |
| -------------------------------------------------------------- | -------------------------------------------------------------- | -------------------------------------------------------------- | -------------------------------------------------------------- | -------------------------------------------------------------- | -------------------------------------------------------------- | -------------------------------------------------------------- | -------------------------------------------------------------- | -------------------------------------------------------------- | -------------------------------------------------------------- | -------------------------------------------------------------- | -------------------------------------------------------------- | -------------------------------------------------------------- | -------------------------------------------------------------- |
| Temp. máx. abs. (°C)                                           | 39.7                                                           | 39.3                                                           | 37.5                                                           | 35.8                                                           | 30.4                                                           | 27.6                                                           | 27.8                                                           | 34.2                                                           | 34.3                                                           | 34.7                                                           | 36.0                                                           | 38.1                                                           | 39.7                                                           |
| Temp. máx. media (°C)                                          | 29.5                                                           | 28.7                                                           | 25.4                                                           | 22.3                                                           | 19.9                                                           | 16.3                                                           | 14.6                                                           | 15.1                                                           | 18.8                                                           | 22.7                                                           | 24.9                                                           | 27.0                                                           | 29.5                                                           |
| Temp. media (°C)                                               | 23.6                                                           | 23.0                                                           | 19.9                                                           | 16.9                                                           | 14.4                                                           | 10.8                                                           | 9.6                                                            | 10.5                                                           | 13.6                                                           | 16.6                                                           | 19.2                                                           | 21.4                                                           | 16.6                                                           |
| Temp. mín. media (°C)                                          | 17.8                                                           | 17.4                                                           | 14.5                                                           | 11.6                                                           | 8.9                                                            | 5.3                                                            | 4.7                                                            | 6.0                                                            | 8.5                                                            | 10.6                                                           | 13.6                                                           | 15.9                                                           | 11.2                                                           |
| Temp. mín. abs. (°C)                                           | 4.6                                                            | 1.9                                                            | -1.7                                                           | -4.8                                                           | -4.9                                                           | -6.3                                                           | -7.2                                                           | -5.4                                                           | -4.5                                                           | -3.9                                                           | -0.3                                                           | 1.8                                                            | -7.2                                                           |
| Precipitación total (mm)                                       | 120.1                                                          | 119.0                                                          | 140.5                                                          | 100.4                                                          | 74.8                                                           | 69.6                                                           | 68.9                                                           | 70.3                                                           | 70.7                                                           | 117.2                                                          | 109.0                                                          | 111.3                                                          | 1171.8                                                         |
| Nevadas (cm)                                                   | 0                                                              | 0                                                              | 0                                                              | 0                                                              | 0                                                              | 0                                                              | 0                                                              | 0                                                              | 0                                                              | 0                                                              | 0                                                              | 0                                                              | 0                                                              |
| Días de precipitaciones (≥ )                                   | 10                                                             | 10                                                             | 9                                                              | 9                                                              | 8                                                              | 6                                                              | 5                                                              | 7                                                              | 8                                                              | 9                                                              | 10                                                             | 10                                                             | 101                                                            |
| Días de nevadas (≥ 0)                                          | 0                                                              | 0                                                              | 0                                                              | 0                                                              | 0                                                              | 0                                                              | 0                                                              | 0                                                              | 0                                                              | 0                                                              | 0                                                              | 0                                                              | 0                                                              |
| Horas de sol                                                   | 270                                                            | 240                                                            | 190                                                            | 175                                                            | 170                                                            | 135                                                            | 140                                                            | 175                                                            | 180                                                            | 215                                                            | 255                                                            | 260                                                            | 2405                                                           |
| Humedad relativa (%)                                           | 68                                                             | 67                                                             | 89                                                             | 83                                                             | 78                                                             | 75                                                             | 80                                                             | 81                                                             | 80                                                             | 79                                                             | 72                                                             | 70                                                             | 76.8                                                           |
| Fuente: Servicio Meteorológico Nacional Argentino              |                                                                |                                                                |                                                                |                                                                |                                                                |                                                                |                                                                |                                                                |                                                                |                                                                |                                                                |                                                                |                                                                |

La Defensa Civil municipal debe advertir sobre escuchar y obedecer acerca de 
Área de
- Tormentas severas periódicas
- Baja sismicidad, con silencio sísmico de 137 años